# Йованович, Марко (1988)
Ма́рко Йова́нович (серб. Марко Јовановић / Marko Jovanović; род. 26 марта 1988, Ариле, Титово-Ужице) — сербский футболист, защитник, и тренер. Участник Олимпиады 2008 года.

## Карьера

### Клубная
Марко вместе с Браниславом Станичем подписал свой первый профессиональный контракт с клубом «Партизан» 23 июля 2007 года. Йованович дебютировал в этом клубе в матче на Кубок Сербии 26 сентября 2007 года в игре против клуба «Рад», выиграв со счётом 4:1.

### В сборной
Йованович впервые дебютировал на международной арене, выступив за команду молодёжной сборной Сербии в товарищеском матче с молодёжной сборной Молдавии 21 августа 2007 года.
Йованович был включён в сербскую команду на Олимпиаду 2008 года, сыграл во всех трёх матчах в группе, против сборных Австралии, Кот-д’Ивуара и Аргентины, его команда в итоге заняла 4-е место в своей группе.
Также он был в составе неудачно выступившей молодёжной сборной Сербии, игравшей на чемпионате Европы 2009 года в Швеции.

## Достижения
«Партизан»
- Чемпион Сербии: 2007/08, 2008/09, 2009/10
- Обладатель Кубка Сербии: 2007/08, 2008/09

## Статистика
Обновлено на 8 декабря 2010
| Клуб     | Сезон   | Лига | Лига | Кубок | Кубок | Европа | Европа | Всего | Всего |
| Клуб     | Сезон   | Игры | Голы | Игры  | Голы  | Игры   | Голы   | Игры  | Голы  |
| -------- | ------- | ---- | ---- | ----- | ----- | ------ | ------ | ----- | ----- |
| Партизан | 2007/08 | 9    | 0    | 3     | 0     | 0      | 0      | 12    | 0     |
| Партизан | 2008/09 | 16   | 0    | 3     | 0     | 3      | 0      | 22    | 0     |
| Партизан | 2009/10 | 17   | 1    | 2     | 0     | 2      | 0      | 21    | 1     |
| Партизан | 2010/11 | 10   | 0    | 3     | 0     | 10     | 0      | 23    | 0     |
| Партизан | Итого   | 52   | 1    | 11    | 0     | 15     | 0      | 78    | 1     |